# Aba II
Aba II z Kaszkaru (641-751) – teolog, biskup Kaszkaru oraz Katolikos-Patriarcha Wschodu w latach 741-751. 
Urodzony w pobliżu Kaszkaru jako syn Brich Sebiany (syr. "błogosławiona niech będzie jego wola"), otrzymał edukację w szkole seleucko-ktezyfońskiej; przez pewien czas był biskupem Kaszkaru, zanim wybrano go na patriarchę w 741 roku. W szóstym roku pontyfikatu wdał się w konflikt z klerem Seleucji-Ktezyfonu - został oskarżony o nielegelne przejęcie kontroli nad szkołą. Wedle listu napisanego przez kierownika, nauczycieli oraz "braci szkolnych", zarzuty postawiono kiedy patriarcha znajdował się przez rok na urlopie zdrowotnym – prawdopodobnie w monastyrze al-Wasit; po załagodzeniu sprawy powrócił na stolec patriarszy. 
Był autorem wielu prac teologicznych, głównie komentarzy; wśród nich znajdowały się: "Księga Zarządców"  (syr. Ktābā d-esṭraṭige), komentarze do dzieł teologa Grzegorza z Nazianzusu, komentarz na temat pracy dotyczącej dialektyki (najpewniej jednej z ksiąg "Organona" Arystotelesa), homilia dla męcznnika Zachego oraz "Homilie Egzegetyczne" (syr. Memre puššāqāye). Żadne z dzieł nie zachowało się dla potomności.
Grzegorz bar Hebraeus w następujący sposób opisuje pontyfikat Aby w "Kronice Eklezjastycznej":

Po spełnieniu swego urzędu przez jedenaście lat, Petion zmarł w 123 roku Arabów [tj. 740/1] i został zastąpiony przez Abę bar Brich Sebianę z Kaszkaru. Człowiek ten był dobrze wyuczony w literaturze kościelnej i dialektyce, napisał komentarze do Grzegorza Theologusa i cały swój czas poświęcał na czytanie. W międzyczasie klerycy zagarnęli przychody z jego szkoły i zabrali ją spod władzy katolikosa. Źle odebrał ten cios, opuścił Seleucję i zamieszkał w monastyrze w pobliżu Kaszkaru. Wówczas klerycy zlikwidowali jego proklamację poprzez wymazanie imienia z dyptychów, jednak kiedy ów napisał do nich łagodzące listy i powrócił do nich, przywitali go. Podczas jego pontyfikatu, w 129 roku Arabów [746], upadł Kalifat Palestyński i rozpoczął się kalifat Abbasydów na Wschodzie. Abbadydzie byli przychylniejsi chrześcijanom bardziej niż Damaszkanie. Katolikos Aba, spełniwszy swoją posługę przez dziesięć lat zmarł w wieku ponad stu i został pochowany w Seleucji.